# Сойникова, Татьяна Григорьевна
Татьяна Григорьевна Сойникова (урожденная Финкельман; 1 марта 1900, Двинск — 31 августа или 2 сентября 1973, Ленинград) — советская артистка, педагог и режиссёр родом из Латвии. Заслуженный деятель искусств Бурятской АССР (1959).

## Биография
Родилась 1 марта 1900 года в Двинске.
Училась в Одесской гимназии, которую окончила в 1917 году. С этого же года по 1919 год обучалась на юридическом факультете Высших женских курсов в Ленинграде, но недоучившись, ушла с 3-го курса.
С 1920 года по 1921 год была актрисой театра при Политотделе 14-й армии, позже и 45-й дивизии. С 1921 года по 1922 год была актрисой I Рабочего театра Пролеткульта. С 1922 года по 1923 год актриса драматического театра Махачкалы и Буйнакска.
В 1923 году в Студии АТ, которую окончила по классу К. П. Хохлова в 1927 году. В период учёбы отыграла множество театральный ролей. По окончании студии была принята на работу в АТ актрисой Театра-студии. В 1928 году уволена по сокращению штатов.
С 1931 года вела мастерскую в техникуме Ленинградского ТЮЗа, в 1935 году принимала участие в организации Ленинградского Нового ТЮЗа. В 1936 году преподавала на факультете драматического искусства Цеатнального театрального училища в мастерской Б. В. Зона. Позже вела свой собственный класс.
С 1934 года по 1937 год — преподаватель мастерства актёра киностудии и продюсерской компании «Ленфильм». С 1943 года по 1945 год была главным режиссёром Театра КБФ.
В 1941 году получила учёное звание доцента на кафедре мастерства актёра, исполняла обязанности заведующей кафедры актёрского мастерства. С 1966 года по 1971 год была заведующей кафедрой.
Ушла из жизни 31 августа или 2 сентября 1973 года в Ленинграде. Похоронена на Большеохтинском кладбище.

## Звания и награды

### Звания
- Заслуженный деятель искусств Бурятской АССР (1959)

### Награды
- Орден «Знак Почёта» (1940)

## Творчество

### Спектакли
- «Маскарад», 1919 (Массовые сцены (1924 - 1925 гг.))
- «Живой труп», 1921 (Массовые сцены (декабрь 1924 г.))
- «Смерть Иоанна Грозного», 1924 (Массовые сцены (1924-1925))
- «Царь Эдип», 1924 (Массовые сцены (1924 г.))
- «Смерть Пазухина», 1924 (Массовые сцены (1924 г.))
- «Безумный день,или Женитьба Фигаро», 1924 (Массовые сцены)
- «Общество почетных звонарей», 1925 (Массовые сцены (1925 - 1926 гг.))
- «Мандат», 1925 (Массовые сцены (1925 - 1926 гг.))
- «Изгнание блудного беса», 1925 (Массовые сцены (1925 г.))
- «Полубарские затеи», 1925 (Интермедия-балет)
- «Полубарские затеи», 1925 (Акулька)
- «Когда спящий проснется», 1925 (Массовые сцены (1925 г.))